# Agrokommerz
Die Agrokommerz AG ist ein Schweizer Agrar-Rohstoff-Handelsunternehmen und wurde 1986 von Hans Stettler gegründet. Im Januar 2021 erfolgte der Zusammenschluss mit dem seit 1928 etablierten Luzerner Handelsunternehmen FUGA Getreide AG.

## Geschichte
Was 1986 mit dem Import und Handel von Heu und Stroh begann, hat sich über die Jahre zu einem Agrar-Rohstoff-Handelsunternehmen entwickelt. Ein Meilenstein in der Firmengeschichte war 2004 die Gründung der Agrokommerz France SAS mit Sitz in Saint-Louis, Frankreich. Die Agrokommerz France SAS ermöglicht es, auch innerhalb des europäischen Binnenmarktes uneingeschränkt Handelsgeschäfte zu tätigen. Im Jahr 2014 hatte die Agrokommerz AG einen Umsatz von mehr als 100 Millionen Franken. Am 1. Januar 2021 erfolgte Zusammenschluss mit dem seit 1928 etablierten Luzerner Handelsunternehmen FUGA Getreide AG. Die neue Agrokommerz AG mit rund 24 Mitarbeitern hat ihren Sitz in Luzern und Schüpfheim.

## Tätigkeitsbereiche
Die Agrokommerz AG beliefert die Nahrungs- und Futtermittelindustrie mit Agrar-Rohwaren, wie Mahlgetreide, Futtergetreide, Futterproteine, Soja Hamex, Raufutter, Silagen sowie weitere Nebenprodukte und Einzelfuttermittel. Als Mitglied der réservesuisse leistet die Agrokommerz einen Beitrag an die Landesversorgung und Vorratshaltung der Schweiz zur Überbrückung von Krisen und Mangellagen.